# Championnat des Pays-Bas de football américain
Le Championnat des Pays-Bas de football américain est une compétition sportive réunissant depuis 1985 l'élite des clubs amateurs néerlandais de football américain.
Cette compétition est organisée par l'American Football Bond Nederland (AFBN).
Depuis la saison 2022, certains clubs de la Division d'Honneur ont décidé de rejoindre la BNL, nouvelle compétition composée également de clubs belges.

## Organisation
En 2019, les clubs néerlandais sont répartis entre :
- La Division d'Honneur (Eredivisie) composée de 8 équipes (système de relégation) ;
- La 1re Division composée de deux séries de 6 équipes chacune (avec système de promotion).

Le championnat de la Division d'Honneur débute par une saison régulière (en matchs aller-retour) suivie de deux demi-finales et de la finale dénommée le Tulip Bowl.

## Clubs de la Division d'Honneur
À la suite de la pandémie de Covid-19, le championnat avait été annulé le 12 mars 2020 alors que les équipes n'avaient disputé qu'un ou deux matchs.
La Fédération a ensuite décidé en juillet 2020 de lancer une nouvelle saison 2020-2021 qui aurait dû débuter le 27 septembre 2020 pour se terminer le 4 juillet 2021. La compétition n'a cependant pas repris et elle a été annulée en date du 29 septembre 2020.
Le championnat aurait dû mettre en présence huit équipes :
- Amsterdam Crusaders
- Arnhem Falcons
- Groningen Giants
- Amsterdam Crusaders
- Rotterdam O10 Trojans (montant)
- Almere Flevo Phantoms
- Hilversum Hurricanes
- Lelystad Commanders

La saison suivante débute le 3 octobre 2021 et se termine par le Tulip Bowl le 3 juillet 2022. Des huit équipes ci-dessus, seule l'équipe des Utrecht Dominator est remplacée par les Amsterdam Panthers. Les équipes sont réparties dans deux Poules (A et B). Les deux premières équipes de chaque poule sont qualifiées pour la phase finale. Les demi finales opposent les premiers aux seconds des poules.
Pour la saison 2022-2023, le championnat compte deux poules de trois équipes (Rotterdam O10 Trojans, Lightning Leiden et Hilversum Hurricanes en Poule A et Lelystad Commanders, Arnhem Falcons et Groningen Giants en Poule B).

## Palmarès
| Date             | Tulip Bowl        | Vainqueur                                           | Score                                               | Finaliste                                           |
| ---------------- | ----------------- | --------------------------------------------------- | --------------------------------------------------- | --------------------------------------------------- |
| 1985             | Tulip Bowl I      | Amsterdam Rams                                      | 36-14                                               | Amsterdam Crusaders                                 |
| 1986             | Tulip Bowl II     | Raiders de La Haye                                  | 32-13                                               | Amsterdam Rams                                      |
| 1987             | Tulip Bowl III    | Amsterdam Crusaders                                 | 47-13                                               | Raiders de La Haye                                  |
| 1988             | Tulip Bowl IV     | Amsterdam Crusaders                                 | 20-17                                               | Amsterdam Rams                                      |
| 1989             | Tulip Bowl V      | Amsterdam Crusaders                                 | 36-0                                                | Amsterdam Rams                                      |
| 1990             | Tulip Bowl VI     | Amsterdam Crusaders                                 | 28-22                                               | Raiders de La Haye                                  |
| 1991             | Tulip Bowl VII    | Amsterdam Crusaders                                 | 22-11                                               | Raiders de La Haye                                  |
| 1992             | Tulip Bowl VIII   | Raiders de La Haye                                  | 42-16                                               | Utrecht Vikings                                     |
| 1993             | Tulip Bowl IX     | Amsterdam Crusaders                                 | 15-14                                               | Raiders de La Haye                                  |
| 1994             | Tulip Bowl X      | Raiders de La Haye                                  | 20-06                                               | Steelers de Tilbourg                                |
| 1995             | Tulip Bowl XI     | Steelers de Tilbourg                                | 26-06                                               | Trojans de Rotterdam                                |
| 1996             | Tulip Bowl XII    | Trojans de Rotterdam                                | 04-0                                                | Amsterdam Crusaders                                 |
| 1997             | Tulip Bowl XIII   | Trojans de Rotterdam                                | 17-10                                               | Amsterdam Crusaders                                 |
| 1998             | Tulip Bowl XIV    | Amsterdam Crusaders                                 | 31-06                                               | Hilversum Hurricanes                                |
| 1999             | Tulip Bowl XV     | Amsterdam Crusaders                                 | 36-0                                                | Hilversum Hurricanes                                |
| 2000             | Tulip Bowl XVI    | Hilversum Hurricanes                                | 24-0                                                | Amsterdam Crusaders                                 |
| 2001             | Tulip Bowl XVII   | Hilversum Hurricanes                                | 07-06                                               | Limburg Vikings                                     |
| 2002             | Tulip Bowl XVIII  | Amsterdam Crusaders                                 | 07-0                                                | Trojans de Rotterdam                                |
| 2003             | Tulip Bowl XIX    | Amsterdam Crusaders                                 | 06-02                                               | Hilversum Hurricanes                                |
| 2004             | Tulip Bowl XX     | Amsterdam Crusaders                                 | 20-06                                               | Hilversum Hurricanes                                |
| 2005             | Tulip Bowl XXI    | Amsterdam Crusaders                                 | 18-06                                               | Hilversum Hurricanes                                |
| 2006             | Tulip Bowl XXII   | Amsterdam Crusaders                                 | 27-20                                               | Delft Dragons                                       |
| 2007             | Tulip Bowl XXIII  | Maastricht Wildcats                                 | 25-16                                               | Amsterdam Crusaders                                 |
| 2008             | Tulip Bowl XXIV   | Amsterdam Crusaders                                 | 20-08                                               | Maastricht Wildcats                                 |
| 2009             | Tulip Bowl XXV    | Amsterdam Crusaders                                 | 37-07                                               | Leiden Lightning                                    |
| 2010             | Tulip Bowl XXVI   | Amsterdam Crusaders                                 | 28-22                                               | Maastricht Wildcats                                 |
| 2011             | Tulip Bowl XXVII  | Maastricht Wildcats                                 | 16-14                                               | Alphen Eagles                                       |
| 2012             | Tulip Bowl XXVIII | Alphen Eagles                                       | 34-03                                               | Amsterdam Crusaders                                 |
| 7 juillet 2013   | Tulip Bowl XXIX   | Alphen Eagles                                       | 23-12                                               | Amsterdam Crusaders                                 |
| 6 juillet 2014   | Tulip Bowl XXX    | Alphen Eagles                                       | 14-12                                               | Amsterdam Crusaders                                 |
| 5 juillet 2015   | Tulip Bowl XXXI   | Amsterdam Crusaders                                 | 21-06                                               | Alphen Eagles                                       |
| 2 juillet 2016   | Tulip Bowl XXXII  | Amsterdam Crusaders                                 | 40-06                                               | 010 Trojans                                         |
| 1er juillet 2017 | Tulip Bowl XXXIII | Amsterdam Crusaders                                 | 33-13                                               | 010 Trojans                                         |
| 8 juillet 2018   | Tulip Bowl XXXIV  | Hilversum Hurricanes                                | 24-13                                               | Lelystad Commanders                                 |
| 7 juillet 2019   | Tulip Bowl XXXV   | Amsterdam Crusaders                                 | 37-07                                               | Lelystad Commanders                                 |
| 2020-2021        | -                 | Saison annulé à la suite de la pandémie de Covid-19 | Saison annulé à la suite de la pandémie de Covid-19 | Saison annulé à la suite de la pandémie de Covid-19 |
| 3 juillet 2022   | Tulip Bowl XXXVI  | Amsterdam Crusaders                                 | 50-0                                                | 010 Trojans                                         |
| 9 juillet 2023   | Tulip Bowl XXXVII | ?                                                   | ?                                                   | ?                                                   |

| Rang | Club                 | Nombre de titres | Dernier titre | Nombre de finales perdues | Dernière défaite en finale |
| ---- | -------------------- | ---------------- | ------------- | ------------------------- | -------------------------- |
| 1    | Amsterdam Crusaders  | 21               | 2022          | 8                         | 2014                       |
| 2    | Raiders de La Haye   | 3                | 1994          | 4                         | 1993                       |
| 3    | Alphen Eagles        | 3                | 2014          | 2                         | 2015                       |
| 4    | Hilversum Hurricanes | 3                | 2018          | 5                         | 2005                       |
| 5    | Trojans de Rotterdam | 2                | 1997          | 2                         | 2002                       |
| -    | Maastricht Wildcats  | 2                | 2011          | 2                         | 2010                       |
| 7    | Amsterdam Rams       | 1                | 1985          | 3                         | 1989                       |
| 8    | Steelers de Tilbourg | 1                | 1995          | 1                         | 1994                       |
| 9    | 010 Trojans          | 0                | -             | 3                         | 2022                       |
| 10   | Lelystad Commanders  | 0                | -             | 2                         | 2019                       |
| 11   | Delft Dragons        | 0                | -             | 1                         | 2006                       |
| 11   | Utrecht Vikings      | 0                | -             | 1                         | 2001                       |
| 11   | Lightning Leiden     | 0                | -             | 1                         | 2009                       |